# Scarpetta Ordelaffi

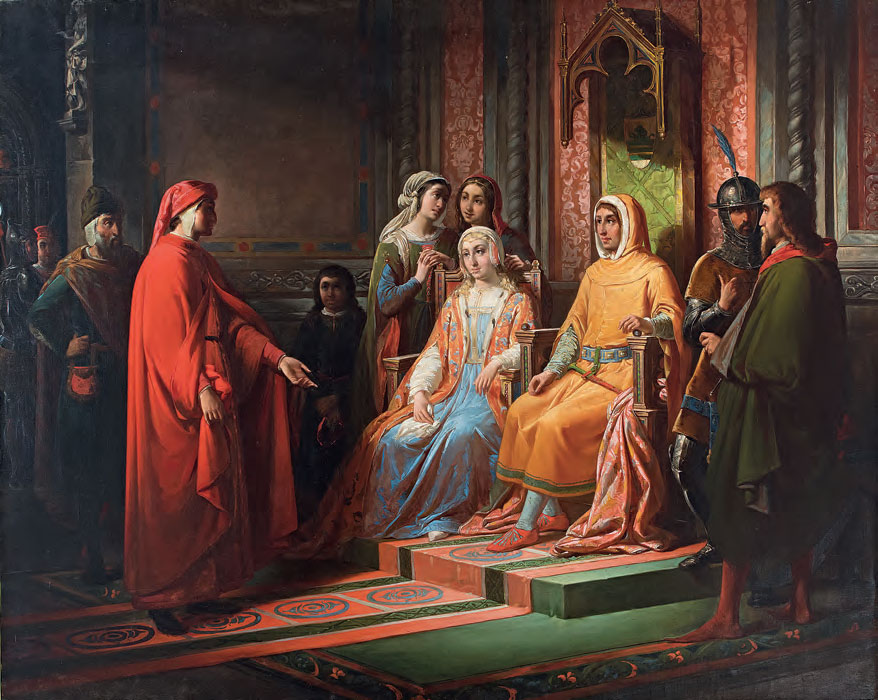
Dante cerca di persuadere Scarpetta Ordelaffi a muovere contro Firenze a capo dei fuoriusciti romagnoli e toscani. In questo dipinto del 1854 di Pompeo Randi, Dante cerca l'appoggio dell'Ordelaffi contro i guelfi. Dante in quel periodo era infatti esule e fu ospitato a Forlì nel marzo del 1303 dall'Ordelaffi, vir nobilis et ghibellinorum in Forlivio princeps. Dante ricoprì l'incarico di epistolarum dictator, una sorta di consigliere dell'Ordelaffi.

Scarpetta degli Ordelaffi (... – 1315) signore di Forlì dal 1295 alla morte, appartenente alla dinastia degli Ordelaffi.

## Biografia
Figlio di Teobaldo Ordelaffi, secondo Dino Compagni, nel 1302, era vicario per la Chiesa a Forlì. Nel 1295, partecipò alla riunione dei capi del partito ghibellino in Romagna ad Argenta.
Nel 1296, come capitano generale dei ghibellini della Romagna contro le truppe pontificie, prese parte all'assedio di Imola, atto che gli valse la scomunica, insieme a tutta la sua famiglia ed a Maghinardo Pagani. Fu anche a capo della fazione dei guelfi bianchi di Firenze. In questa veste tentò di ottenere il ritorno degli esuli cacciati da Firenze dai Neri, organizzando, in qualità di capo dei ghibellini, la spedizione che si concluse con la seconda sconfitta del Mugello nel 1302. Tra i fuoriusciti vi era anche Dante, che Scarpetta ospitò nel 1303, dandogli anche un lavoro come segretario.
Nello stesso 1303, ci fu la battaglia presso Castel Puliciano, che vide i due fronti opposti guidati entrambi da un forlivese: per i fuoriusciti fiorentini ed i ghibellini, appunto, Scarpetta; per la città di Firenze, il podestà Fulcieri da Calboli. Ecco come introduce l'episodio Dino Compagni:
(Dino Compagni, Cronica delle cose occorrenti ne' tempi suoi, II 30)
I due, in effetti, erano già avversari in patria, a Forlì, dove prevalse il partito degli Ordelaffi. Ma, nella battaglia in questione, il vincitore fu Fulcieri.
Nel 1306, Scarpetta prese il castello di Bertinoro insieme al fratello Pino. Alla sua morte gli succedette il fratello Cecco (Francesco) e dopo di lui i figli del fratello Sinibaldo Ordelaffi.
Il nome di "Scarpetta" Ordelaffi e di suo fratello "Sinibaldo" Ordelaffi sono stati attribuiti a dei personaggi del poema de La secchia rapita di Alessandro Tassoni, citati come condottieri delle squadre di Forlì e Forlimpopoli (V,50 e 51). Il personaggio storico compare anche nel romanzo Biondo era e bello di Mario Tobino.

## Discendenza
Scarpetta sposò Chiara Ubaldini di Susinana, ma non ebbero discendenti.